# Куштодиу, Ян
Ян Куштодиу дос Аньос (порт. Ian Custódio dos Anjos; более известный, как Ян Куштодиу порт. Ian Custódio род. 16 апреля 2003) — бразильский футболист, защитник португальского клуба «Фамаликан».

## Клубная карьера
Куштодиу — воспитанник клубов «Португеза Деспортос» и «Палмейрас». 6 апреля 2023 года в поединке Кубка Либертадорес против боливийского «Боливара» Ян дебютировал за основной состав последних. 1 октября в матче против «Ред Булл Брагантино» он дебютировал в бразильской Серии A.